# Аудесхілд
Аудесхілд (нід. Oudeschild) — село в нідерландській провінції Північна Голландія. Входить до муніципалітету Тесел, розташоване на однойменному острові.
Його площа становить 1,10 км², а населення станом на 2021 рік складало 1 200 осіб.

## Галерея

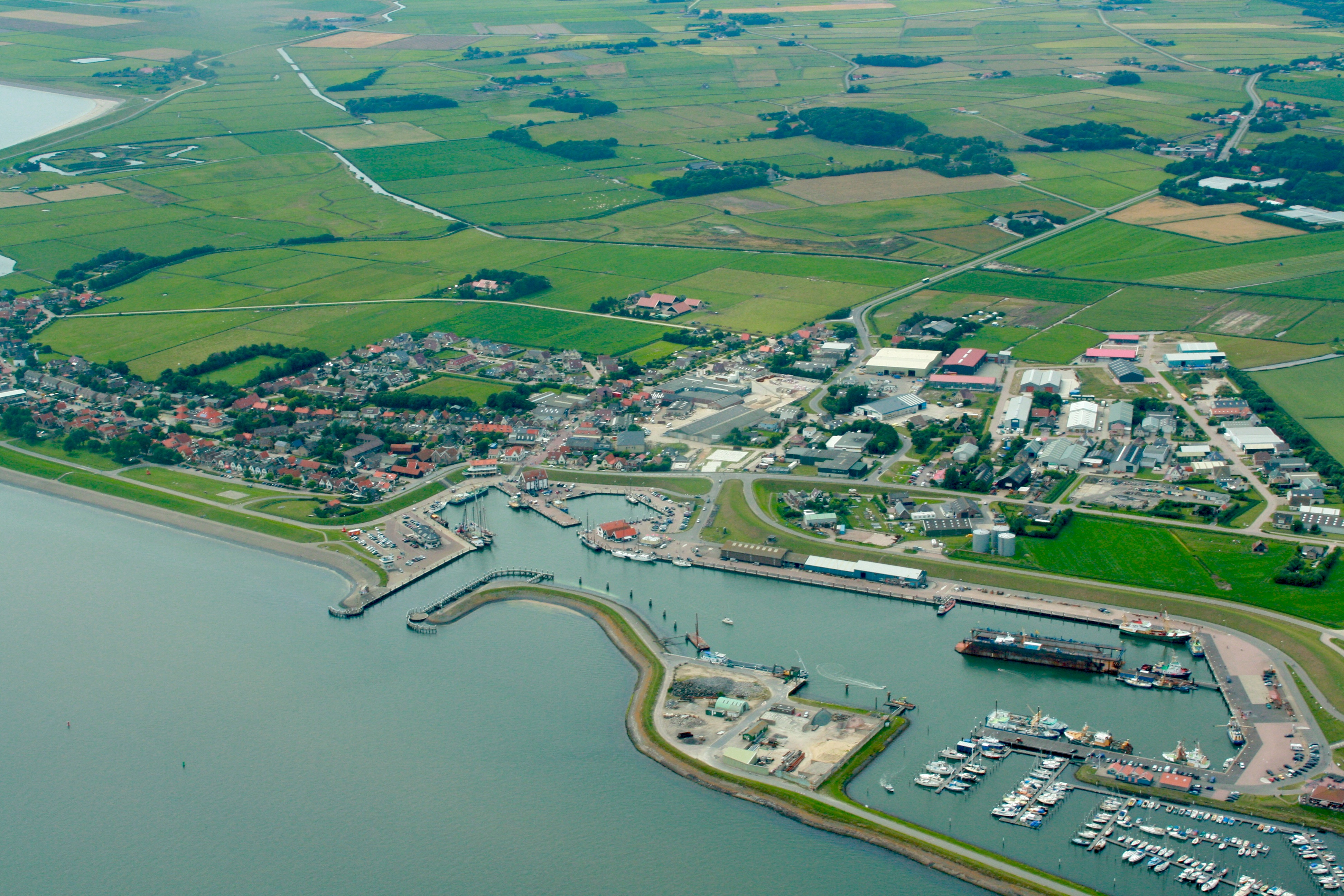
Вид на село з повітря
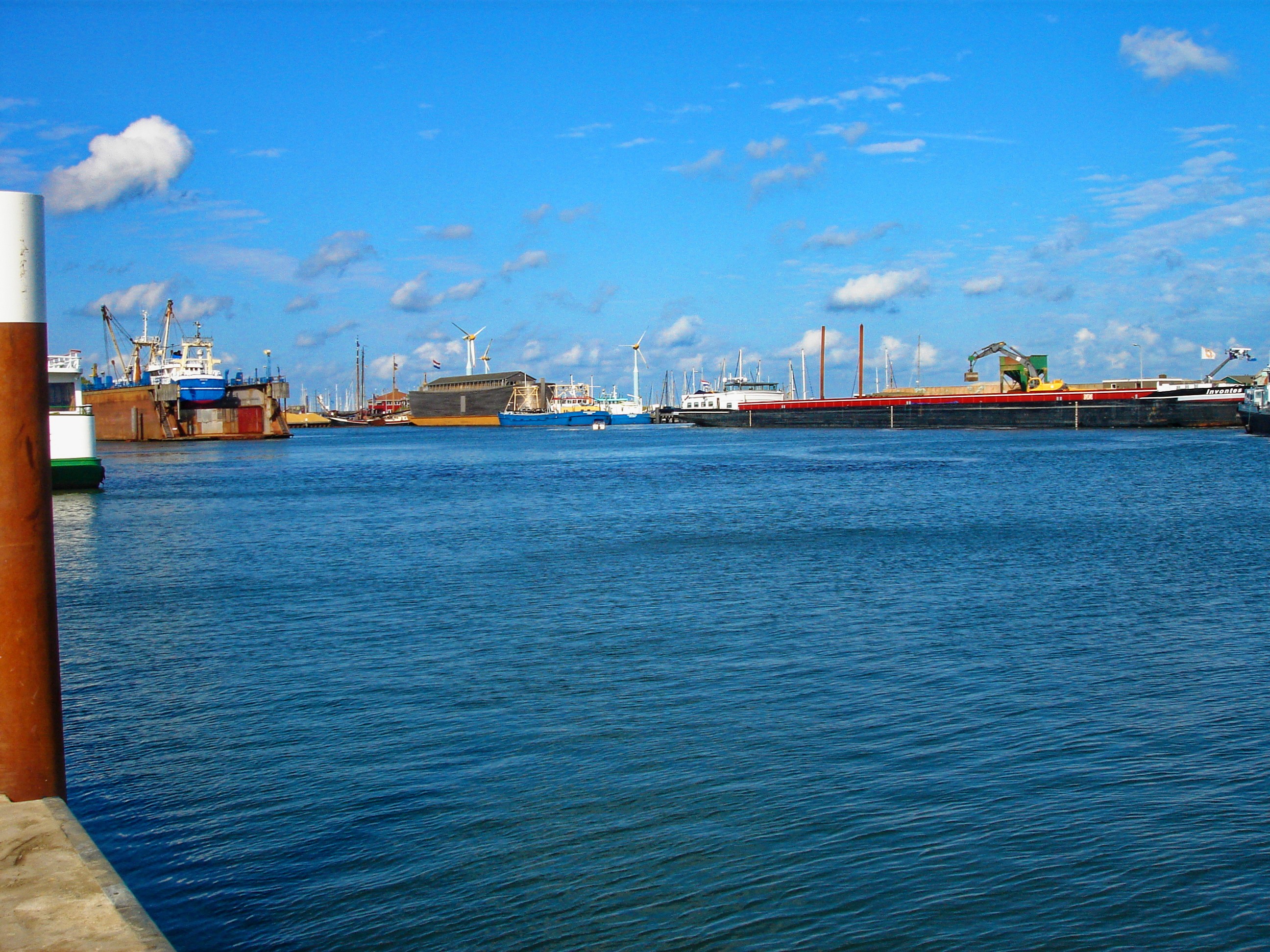
Гавань Аудесхілда
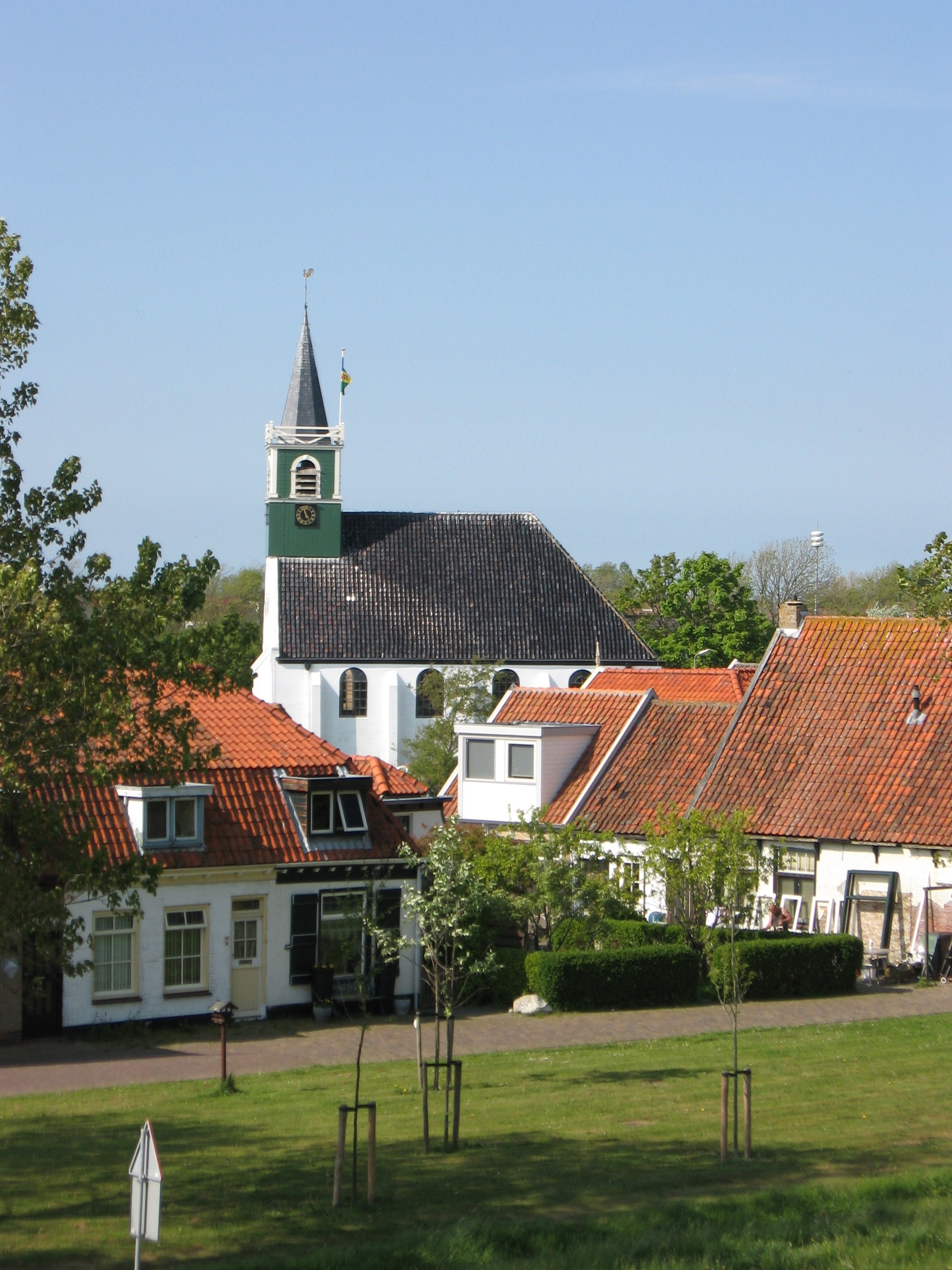
Реформистська церква
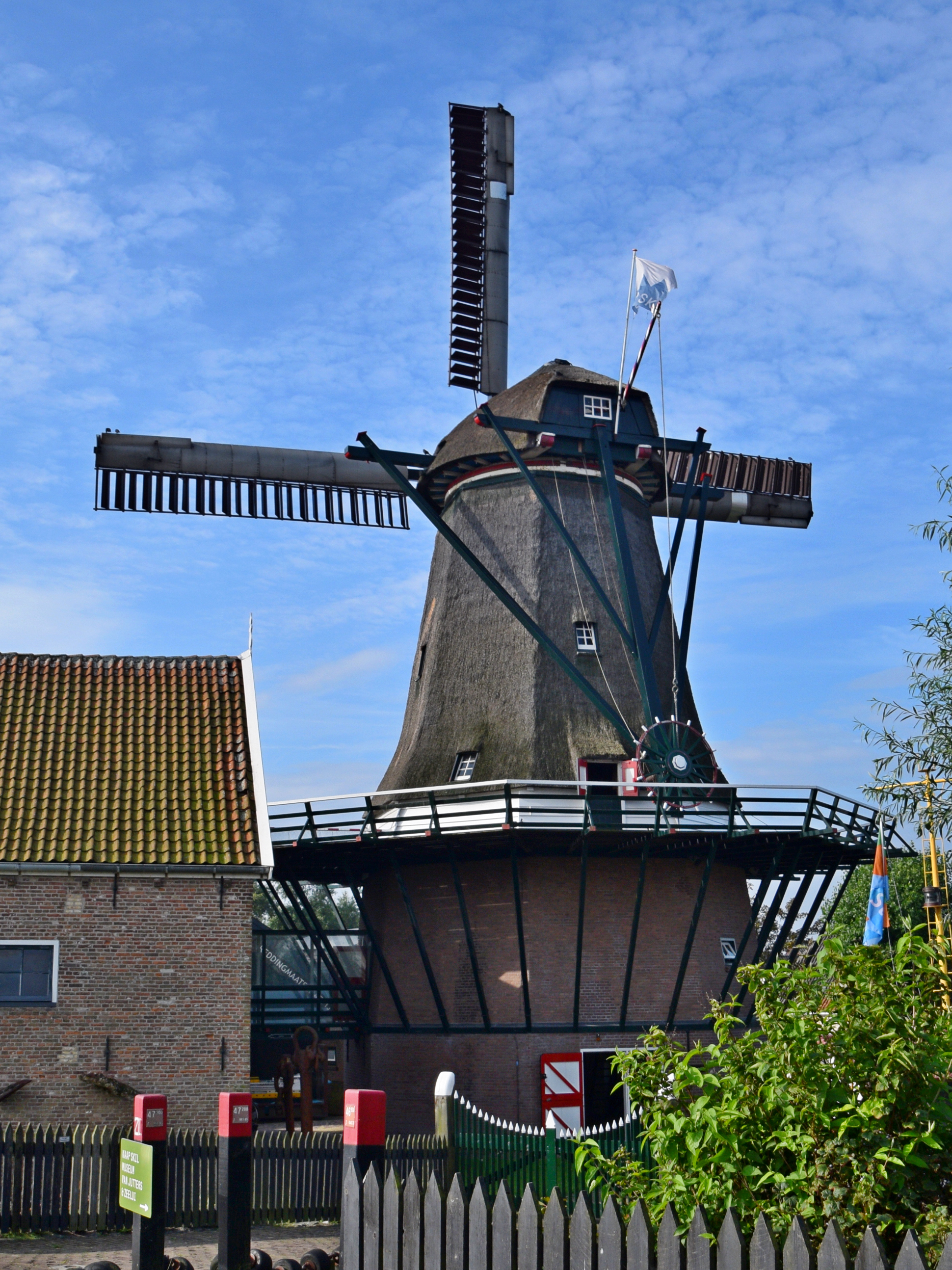
Вітряк Traanroeier